# راگ اتریش
راگ اتریش (انگلیسی: RAG Austria) شرکت نفت اتریشی است، که در سال ۱۹۳۵ تأسیس شد.